# Niezdarka dziewica
Niezdarka dziewica (Saga pedo) – duży, drapieżny owad z rzędu prostoskrzydłych. Występuje w Europie, północnej Azji i Ameryce Północnej. Jest największym przedstawicielem europejskich pasikoników. Długość jej ciała sięga 12 cm. Polska nazwa zwyczajowa tego gatunku nawiązuje do niezdarnych ruchów oraz sposobu rozmnażania – niezdarka dziewica rozmnaża się partenogenetycznie.
Podobnie jak inne niezdarki ma uwstecznione skrzydła i długie, ale słabe tylne nogi niepozwalające na wykonywanie skoków. Przednie nogi wyposażone w kolce ułatwiające przytrzymywanie zdobyczy. Pokładełko jest długie i zagięte ku górze.